# Kiswere
Kiswere ist ein kleiner Ort, der am Kiswere Harbour, einem ca. 10 Kilometer weit ins Inland reichendem Creek, zentral in der Küste der Region Lindi im südöstlichen Tansania liegt. Die Regionshauptstadt Lindi liegt etwa 75 Kilometer südlich ebenfalls an der Küste. Die umgebende Region ist nur dünn besiedelt.

## Geschichtliches
1888/89, zu Beginn der deutschen Kolonialherrschaft in dieser Gegend und während des Aufstands der ostafrikanischen Küstenbevölkerung gegen die Besitzergreifung durch die Deutschen, waren der Kleine Kreuzer Schwalbe sowie die Korvette Sophie vor der Küste des Ortes eingesetzt.
In der Folge wurde Kiswere Teil der Kolonie Deutsch-Ostafrika und wurde zu dieser Zeit auch als Kilwa-Kiswere bezeichnet, da die Siedlung in diesem Bezirk der Kolonie lag. Der Ort erlangte, obwohl der Hafen als gut bewertet wurde, etwa als Handelsplatz keine Bedeutung, zumal der Ort 1894/95 Ziel von Überfällen des Sklavenhändlers Hassan bin Omari wurde und die Händler daraufhin den Ort verließen.